# Kodagavalli, Chitradurga
Kodagavalli là một làng thuộc tehsil Chitradurga, huyện Chitradurga, bang Karnataka, Ấn Độ.